# Piatt County
Piatt County is een county in de Amerikaanse staat Illinois.
De county heeft een landoppervlakte van 1.140 km² en telt 16.365 inwoners (volkstelling 2000). De hoofdplaats is Monticello.

## Bevolkingsontwikkeling

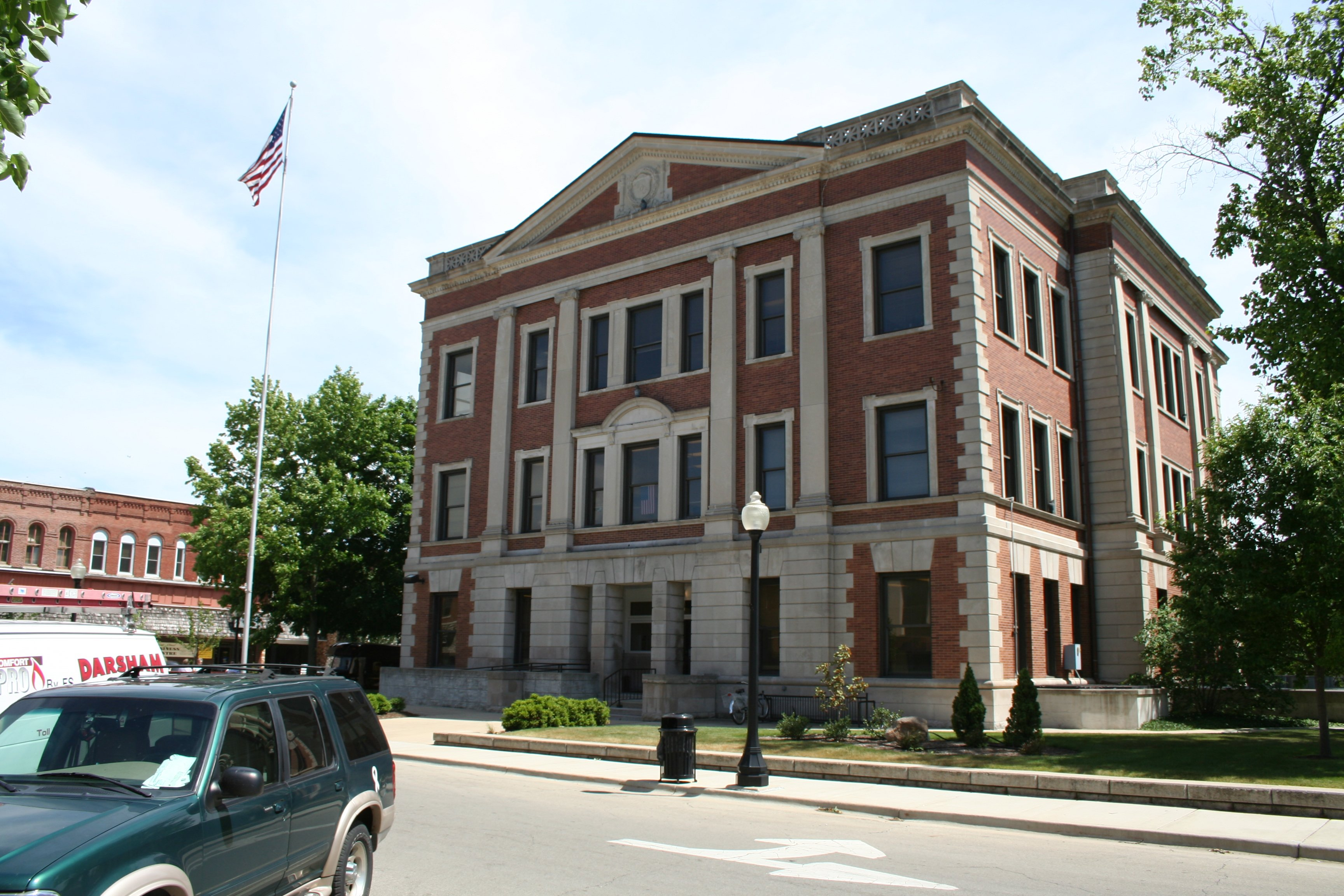
Piatt County Courthouse